# Кипрей (посёлок)
Кипрей — посёлок в Николочеремшанском сельском поселении Мелекесского района Ульяновской области.

## География
Находится примерно в 27 км к запад-юго-западу от Димитровграда.

## Название
Название связано с большими «плантациями» растения «Иван-чай», второе название которого — Кипрей.

## История
Основан в начале XX века выходцами из села Никольское и называлось 2-е отделение Ревподъём. В 1990-е годы отделение СПК «Мулловский».

## Население
Население составляло 233 человека в 2002 году (русские 71 %), 182 по переписи 2010 года.

## Инфраструктура

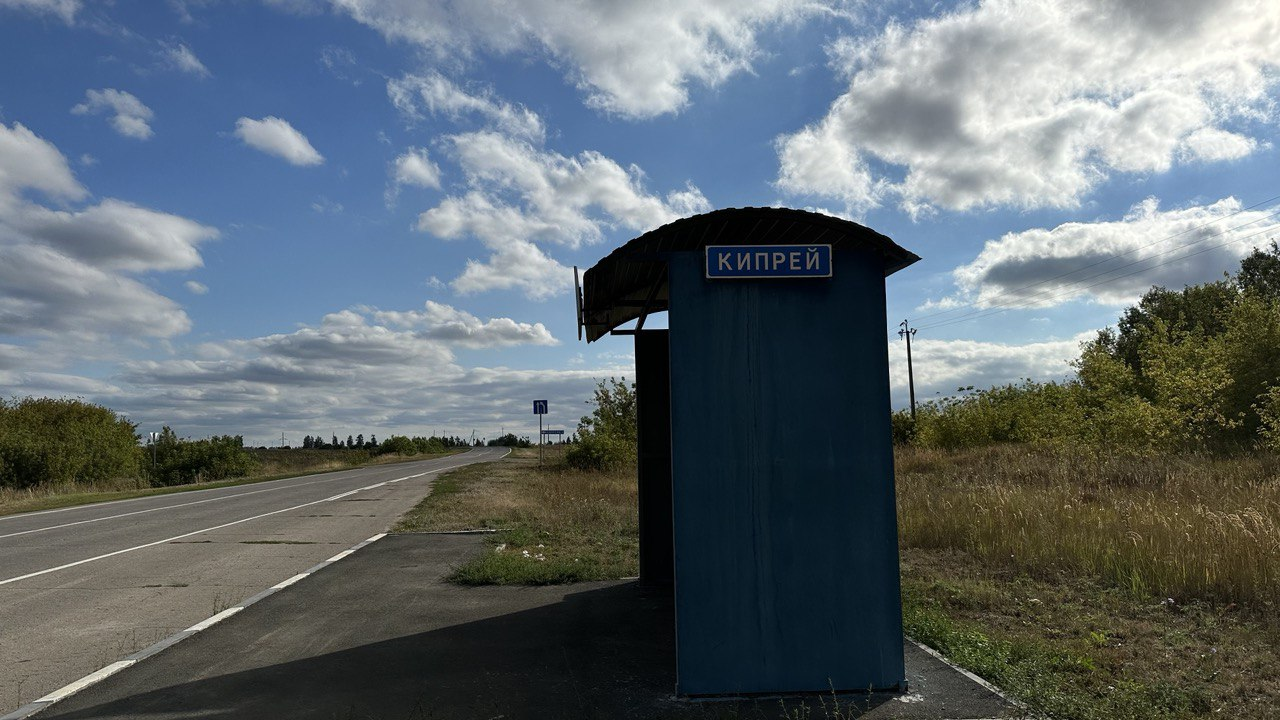
Автобусная остановка, посёлок Кипрей.

В XX веке в посёлке был клуб, интернат, где учились дети не только из Кипрея, но и из ближайших деревень. Также за посёлком были закреплены фруктовые сады (замерзли).
До середины 2010-х в посёлке находились магазин (в данный момент разрушен и заброшен), библиотека (закрыта), фельдшерский пункт (закрыт).
Из действующей инфраструктуры в посёлке остались только почта. Вместо магазина приезжает машина с продуктами.